# Палеоцен-эоценовый термический максимум
Палеоце́н-эоце́новый терми́ческий ма́ксимум (англ. Paleocene-Eocene Thermal Maximum, Initial Eocene Thermal Maximum, сокр. PETM или IETM) — геологическое событие, произошедшее примерно 55 млн лет назад, на границе палеоцена и эоцена, и выразившееся в резком потеплении климата Земли, значительном изменении состава атмосферы и вымирании некоторых видов. Палеоцен-эоценовый термический максимум — одно из самых значительных резких изменений климата в геологической истории фанерозоя, продолжавшееся около 200 тысяч лет.

## Проявления палеоцен-эоценового термического максимума
Палеоцен-эоценовый термический максимум проявился как в резком повышении температур на поверхности континентов и в верхних слоях океана, так и в изменении изотопного состава атмосферного углерода, изменении седиментации и вымирании целого ряда видов.
Согласно палеоклиматическим реконструкциям, температура на континентах во время этого события увеличилась на 8 °C. Температура воды в тропическом поясе составила 20 °C, что на 1,5 °C больше современного значения; в арктических морях потепление было значительно масштабнее, и увеличение температуры поверхностных вод Северного Ледовитого океана могло составлять до 10 °C.
Наиболее отчётливо термический максимум проявился в изотопном составе углерода карбонатных отложений, в которых отношение 13C/12C сначала очень быстро уменьшилось на 2–2,5 ‰, а затем примерно за 150—200 тысяч лет вернулось в норму. Изменение изотопного состава углерода реконструируется по скважинам в океанических отложениях. Точность изотопных методов определения абсолютного возраста отложений недостаточна для определения таких коротких интервалов времени, и, поскольку вся продолжительность палеоцен-эоценового термального максимума составляет 200 тыс. лет, то определить историю события в абсолютных временных величинах пока невозможно.
Во время термического максимума содержание углекислого газа в атмосфере достигло 2–3 ‰ (то есть в 5—8 раз больше, чем современное значение, 400 ppm), причём бо́льшая его часть растворилась в океанической воде, что повысило её кислотность. В результате карбонатные раковины гибнущего планктона стали растворяться в воде, не достигая дна, поэтому в осадочных разрезах термальный максимум проявлен сменой белых карбонатных отложений красными глинами, которые по его завершении опять сменяются карбонатными отложениями.

## Причины
Изменение изотопного состава углерода во время палеоцен-эоценового термического максимума можно объяснить перераспределением углерода из земной биосферы в океаны и атмосферу, так как всё живое имеет изотопный состав углерода, смещённый в сторону лёгкого изотопа. Однако в данном случае для объяснения огромного отклонения изотопного состава углерода от нормального состояния требуется за мгновение перевести в атмосферу и океаны количество углерода, эквивалентное содержанию во всей современной биосфере, включая почвы. Гораздо реалистичнее выглядит модель резкого перехода метана из кристаллогидратов в атмосферу и океан. Согласно оценкам, для образования наблюдаемой изотопной аномалии требуется распад лишь одной трети метана, связанного в форме кристаллогидратов.
Кристаллогидраты — это специфические соединения воды и углеводородов, в которых газы входят в полости структуры льда. Они становятся неустойчивы при повышении температуры и могут разлагаться взрывным образом.
Как и в большинстве климатических изменений, причинно-следственная связь в данном случае неясна. Кристаллогидраты становятся неустойчивыми с повышением температуры — таким образом, их распад мог быть спровоцирован резким потеплением на планете. С другой стороны, метан — газ с сильным парниковым эффектом, и увеличение его концентрации в атмосфере само по себе могло вызвать глобальное потепление.
Резкое повышение температуры на Земле, случившееся около 55,5 млн лет назад, когда средняя температура воздуха у поверхности Земли и температура верхних слоёв океана выросла примерно на 5—8 °C, могло быть связано, согласно предположению американских учёных, с падением кометы или метеорита. Однако впоследствии было доказано, что это не связанные между собой события.
Также геологические данные этого события отвечают «силурианской гипотезе» о следе, который могла бы оставить на Земле индустриальная цивилизация.

## Последствия
Термальному максимуму соответствуют масштабные изменения климата планеты и состава её верхних геосфер. Они отразились и на биосфере. На границе палеоцена и эоцена произошло значительное вымирание видов. Исчезли примитивные млекопитающие, им на смену пришли млекопитающие современного типа, все — в меньшем размерном классе. Тогда же вымерло от 30 до 40 % глубоководных фораминифер.
Особый интерес представляют седиментационные последствия этого события и то, как после него Земля возвращалась в нормальное состояние. Углеродная изотопная аномалия стала убывать по экспоненте и исчезла примерно за 150 тыс. лет. Это время сопоставимо с современным временем осаждения океанического углерода в осадочные породы. С углеродной аномалией сопряжено значительное увеличение осаждения биогенного бария, на основании чего С. Бэйнс и др. в 2000 году предположили, что продуктивность океанов увеличилась в ответ на усиление эрозионных процессов на континентах и увеличение сноса в океаны продуктов выветривания. Таким образом, палеоцен-эоценовый термальный максимум иллюстрирует не только резкое изменение температуры и состава атмосферы, но и механизм последующего отклика планеты, нивелирующего эти изменения.